# Internationale Filmfestspiele von Venedig 1997

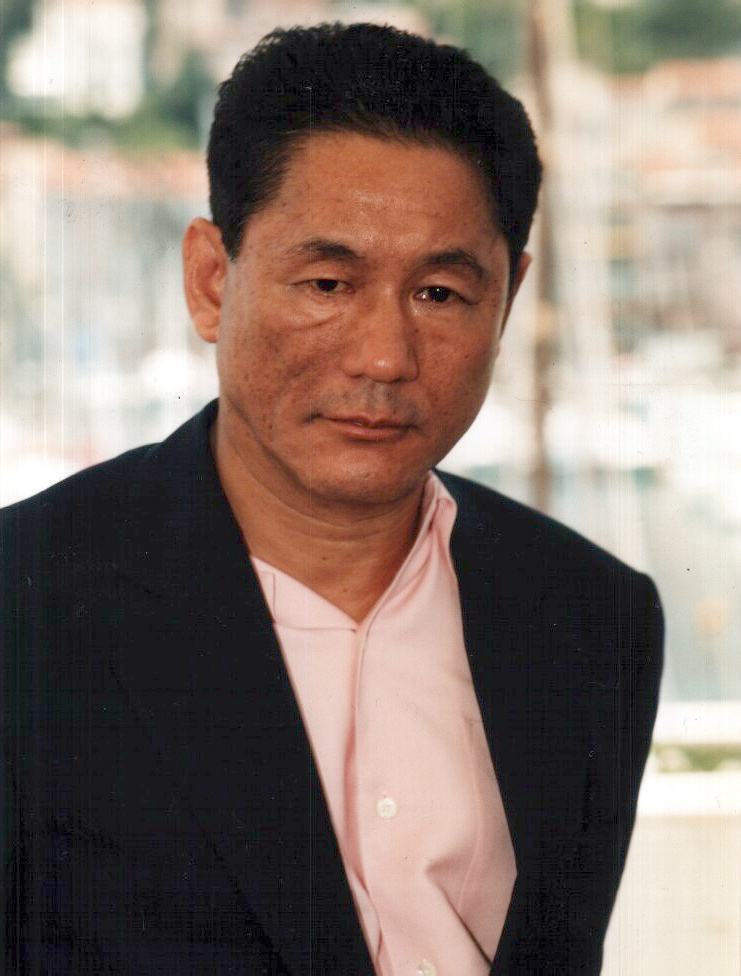
Der Japaner Takeshi Kitano gewann in diesem Jahr den Goldenen Löwen

Die 54. Internationalen Filmfestspiele von Venedig fanden vom 27. August bis zum 6. September 1997 statt.
Für den Wettbewerb wurde folgende Jury berufen: Jane Campion (Jurypräsidentin), Ronald Bass, Véra Belmont, Peter Buchka, Nana Dschordschadse, Idrissa Ouédraogo, Charlotte Rampling, Shinya Tsukamoto und Francesco Rosi.

## Wettbewerb
Am Wettbewerb des Festivals nahmen folgende Filme teil: 
| Filmtitel                              | Regisseur                                                                             | Produktionsland                  | Darsteller (Auswahl)                               |
| A ciegas - Nichts kann sie abschrecken | Daniel Calparsoro                                                                     | Spanien                          | Najwa Nimri, Alfredo Villa, Ramón Barea            |
| A Ostra e o Vento                      | Walter Lima Jr.                                                                       | Brasilien                        | Lima Duarte, Fernando Torres, Leandra Leal         |
| Chinese Box                            | Wayne Wang                                                                            | Frankreich, Japan, USA           | Jeremy Irons, Gong Li, Maggie Cheung               |
| Wor (Der Dieb)                         | Pawel Tschuchrai                                                                      | Russland, Frankreich             | Wladimir Maschkow, Jekaterina Rednikowa            |
| Giro di lune tra terra e mare          | Giuseppe M. Gaudino                                                                   | Italien                          | Aldo Bufi Landi, Olimpia Carlisi                   |
| Hana-Bi                                | Takeshi Kitano                                                                        | Japan                            | Takeshi Kitano, Kayoko Kishimoto                   |
| The Informant                          | Jim McBride                                                                           | Irland, USA                      | Anthony Brophy, Cary Elwes, Timothy Dalton         |
| Liebesgeschichten                      | Jerzy Stuhr                                                                           | Polen                            | Jerzy Stuhr, Dominika Ostałowska, Katarzyna Figura |
| Der Mann im Lift                       | Benoît Lamy                                                                           | Belgien, Deutschland, Frankreich | Richard Bohringer, Ute Lemper, Papa Wemba          |
| Niagara, Niagara                       | Bob Gosse                                                                             | USA                              | Robin Tunney, Henry Thomas, Michael Parks          |
| One Night Stand                        | Mike Figgis                                                                           | USA                              | Wesley Snipes, Nastassja Kinski, Kyle MacLachlan   |
| Ossos                                  | Pedro Costa                                                                           | Portugal, Frankreich, Dänemark   | Vanda Duarte, Nuno Vaz                             |
| Ovosodo                                | Paolo Virzì                                                                           | Italien                          | Edoardo Gabbriellini, Nicoletta Braschi            |
| Eine saubere Affäre                    | Anne Fontaine                                                                         | Frankreich, Spanien              | Miou-Miou, Charles Berling                         |
| Der siebte Himmel                      | Benoît Jacquot                                                                        | Frankreich                       | Sandrine Kiberlain, Vincent Lindon                 |
| I vesuviani                            | Antonio Capuano, Pappi Corsicato, Antonietta de Lillo, Stefano Incerti, Mario Martone | Italien                          | Episodenfilm                                       |
| The Winter Guest                       | Alan Rickman                                                                          | UK, USA                          | Phyllida Law, Emma Thompson                        |
| You hua hao hao shuo                   | Zhang Yimou                                                                           | Hongkong, China                  | You Ge, Wen Jiang                                  |

## Preisträger

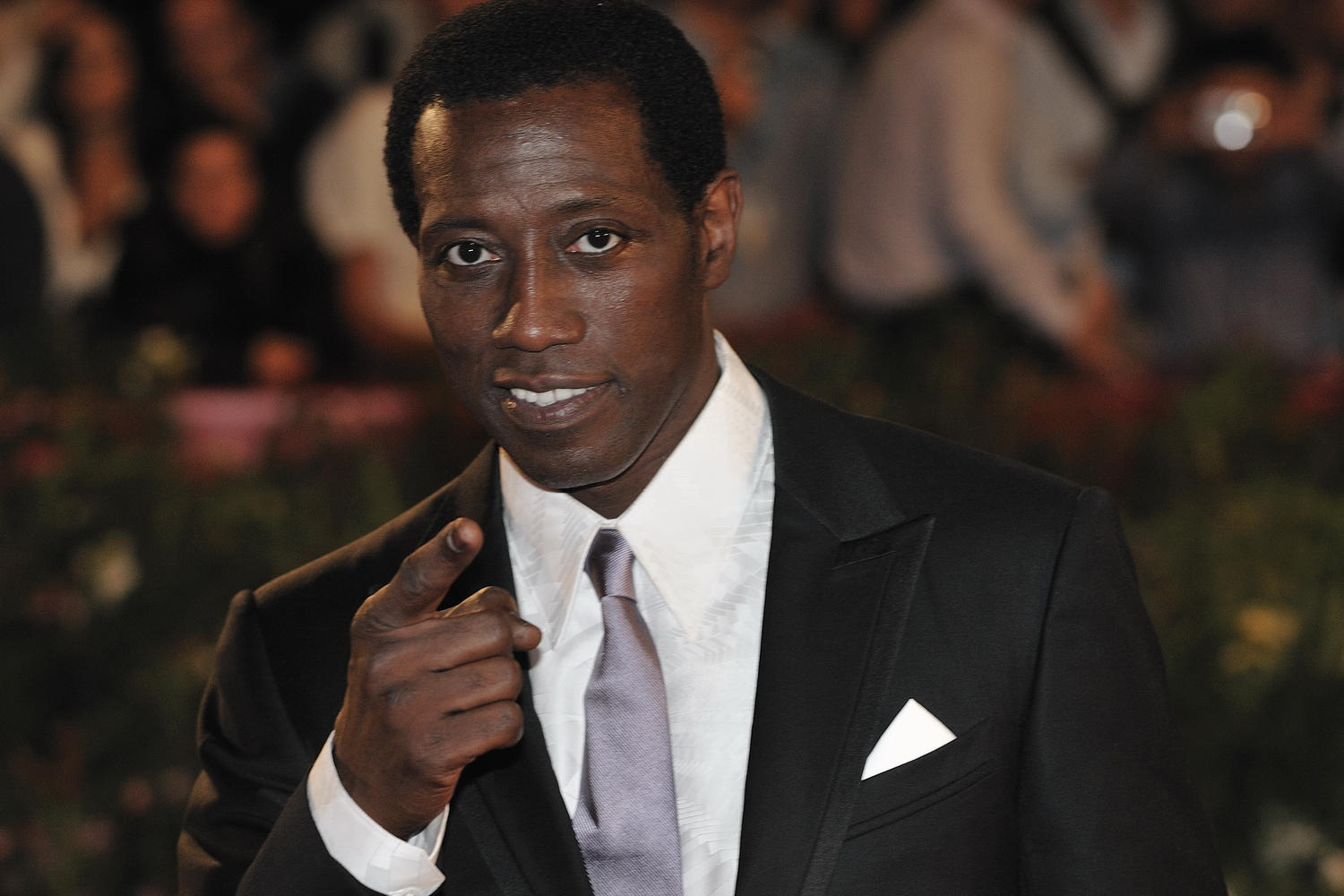
Wesley Snipes gewann in diesem Jahr den Darstellerpreis

| Preis                             | Film                | Preisträger                                    |
| --------------------------------- | ------------------- | ---------------------------------------------- |
| Goldener Löwe (bester Film)       | Hana-Bi             | Takeshi Kitano                                 |
| Spezialpreis der Jury             | Ovosodo             | Paolo Virsi                                    |
| Coppa Volpi (bester Darsteller)   | One Night Stand     | Wesley Snipes                                  |
| Coppa Volpi (beste Darstellerin)  | Niagara, Niagara    | Robin Tunney                                   |
| Kamerapreis                       | Ossos               | Emmanuel Machuel                               |
| Drehbuchpreis                     | Eine saubere Affäre | Anne Fontaine, Gilles Taurand                  |
| Filmmusikpreis                    | Chinese Box         | Graeme Revell                                  |
| Leone Speciale für ihr Lebenswerk |                     | Gérard Depardieu, Stanley Kubrick, Alida Valli |

## Weitere Preise
- Luigi De Laurentiis Award: Oh Tano! Für Dich lohnt es sich zu sterben von Roberta Torre
- FIPRESCI-Preis: 24:7 von Shane Meadows, Liebesgeschichten von Jerzy Stuhr
- OCIC Award: The Winter Guest von Alan Rickman
- UNICEF Award: Der Dieb von Pawel Tschuchrai